# Национальный памятник Бисмарку

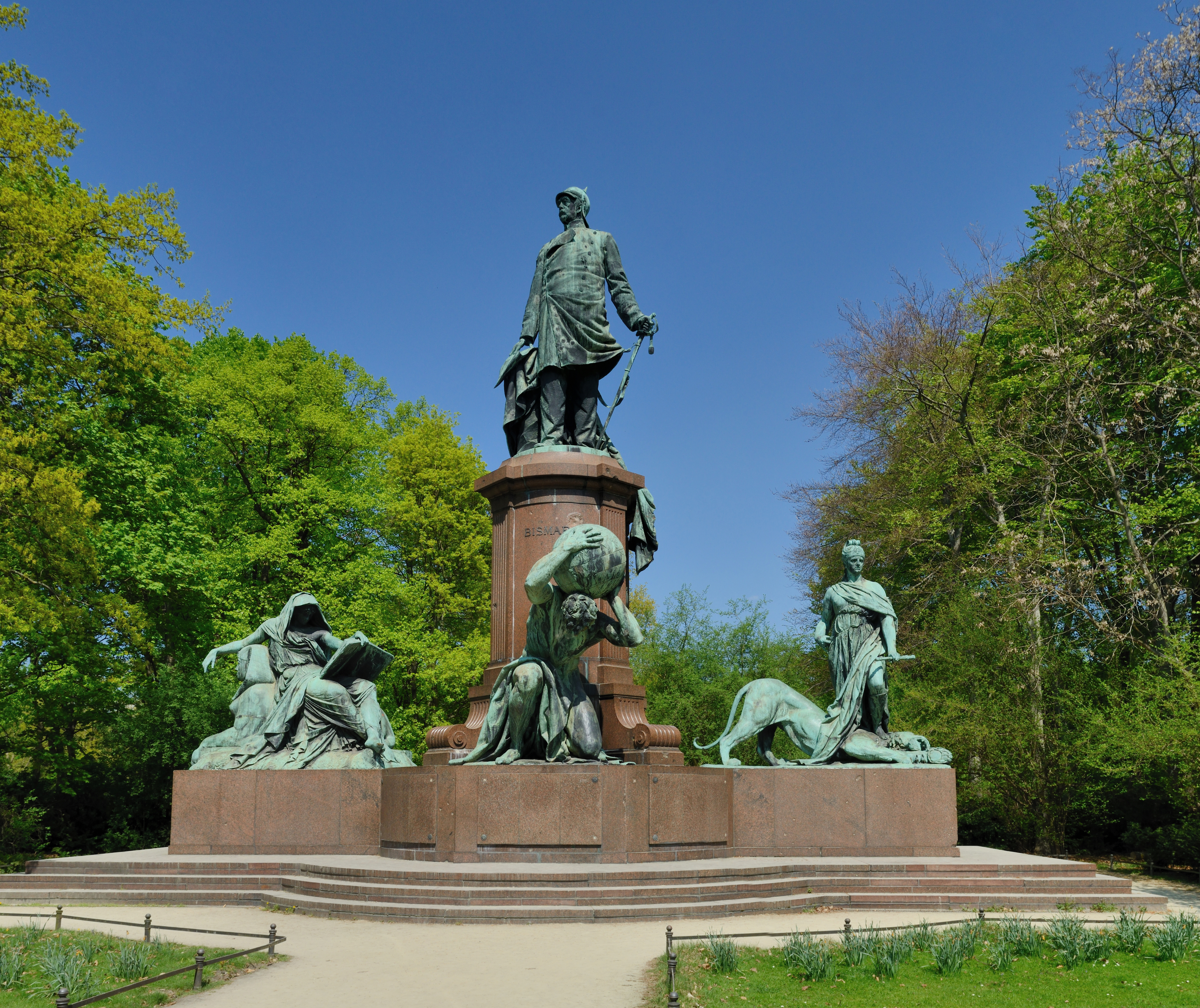
Национальный памятник Бисмарку на площади Большая Звезда в Берлине

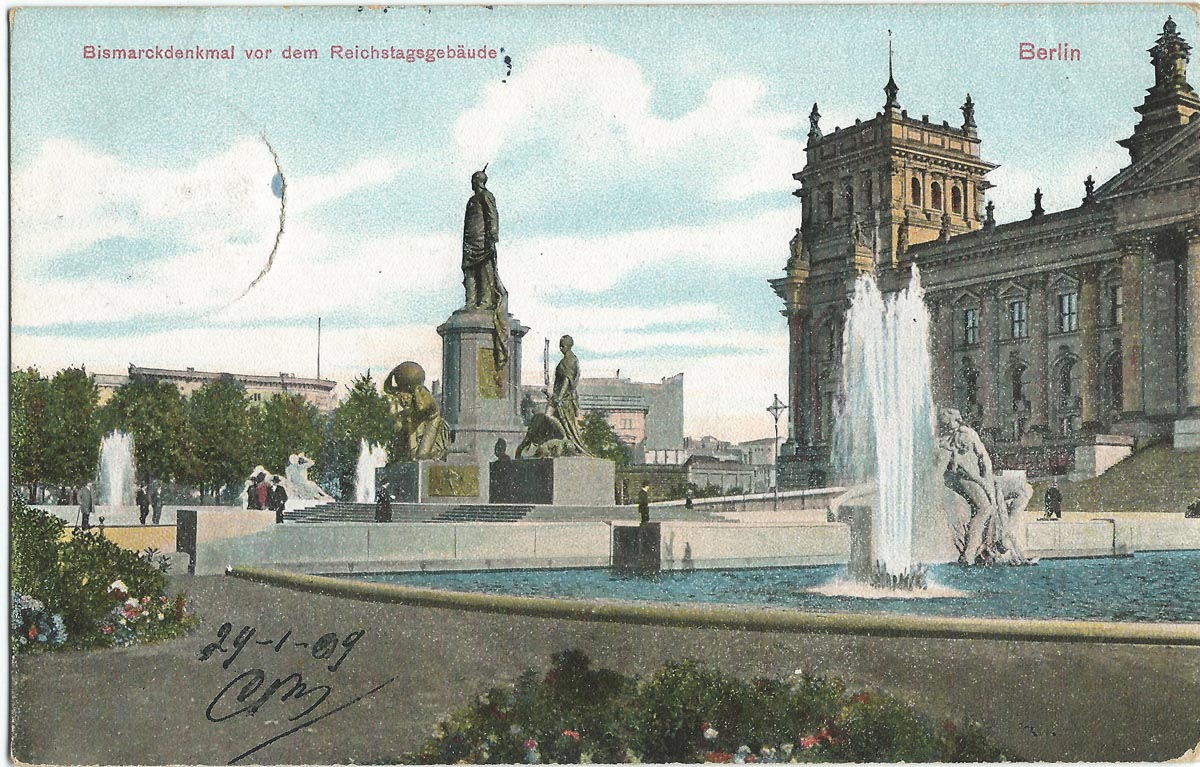
Национальный памятник Бисмарку в обрамлении фонтанов перед Рейхстагом на Кёнигсплац. 1909

Национальный памятник Бисмарку (нем. Bismarck-Nationaldenkmal) — памятник архитектуры в Берлине, монумент первому рейхсканцлеру Германии Отто фон Бисмарку, последняя крупная работа Рейнгольда Бегаса. Изначально был установлен в 1901 году перед Рейхстагом на площади Кёнигсплац, современной площади Республики. В 1938 году памятник Бисмарку перенесли на площадь Большая Звезда. Наряду с аллеей Победы и национальным памятником кайзеру Вильгельму этот памятник Бисмарку является одним из типичных образцов вильгельминистских традиций в скульптуре.
В конкурсе на проект памятника Бисмарку с участием более 90 человек победителя определить не удалось, и кайзер
Вильгельм II поручил возвести памятник Бисмарку в восточной части Кёнигсплаца своему любимому скульптору Рейнгольду Бегасу. Ансамбль национального памятника высотой 15 метров с основанием в 20 на 12 метров возводился перед Рейхстагом в 1897—1901 годах. Его изначально украшали две полукруглые чаши фонтанов по бокам и скульптурные группы из песчаника тритонов и наяд работы Людвига Кауэра. Торжественная церемония открытия национального памятника Бисмарку состоялась 16 июня 1901 года.
Бронзовая фигура Отто фон Бисмарка высотой 6,6 м установлена на цоколе из полированного красного гранита. Рейхскацлер изображён в мундире хальберштадтского кирасира, так он обычно появлялся на заседаниях старого рейхстага. Левая рука крепко держит эфес палаша, правая рука покоится на грамоте об учреждении Германской империи. С лицевой стороны на цоколе выбито «Бисмарк», тыльная сторона оформлена посвящением «Первому рейхсканцлеру. Германский народ. 1901». Правую сторону цоколя украшает бронзовый барельеф с изображением юноши с факелом и юноши с фанфарой перед гермой Бисмарка, которых осыпают цветами парящие мифологические гении. На барельефе с левой стороны изображена сова с пером в когтях в окружении ворон.
В общественном мнении того времени рейхсканцлер Бисмарк представал сверхчеловеком, и одна центральная скульптура не могла воплотить в бронзе его героизированный образ. Ещё четыре скульптуры на цоколе вокруг постамента раскрывали величие Отто фон Бисмарка. Титаническую силу Бисмарка и мировой масштаб его личности отражает образ коленопреклонённого атланта с земным шаром на плечах перед постаментом. Позади постамента Зигфрид на коленях выковывает имперский меч, которым Бисмарк подчинил врагов империи. С левой стороны цоколя Сивилла, аллегория государственной мудрости, восседает на спине сфинкса, обратив свой взгляд в книгу истории в левой руке, и олицетворяет духовное значение Бисмарка. С правой стороны цоколя властительница со скипетром и короной, предположительно аллегория Германии или государственного принуждения, усмиряет леопарда раздора и смуты, поясняя непобедимую мощь Бисмарка. Леопард является ранней работой ученика Бегаса Августа Гауля. После открытия новый национальный памятник подвергся критике. Ценителям искусства не понравились четыре боковые скульптуры и бронзовые барельефы по их качеству и по пропорциям образов.
Выступы цоколя памятника Бисмарку до реконструкции 1958 года с лицевой стороны украшали три барельефа, посвящённых подготовке к учреждению Германской империи в 1871 году. На левом барельефе «Как Германия учится ходить» первые шаги под руководством матери делал пухлый мальчик на помочах, предположительно немецкий Михель. На барельефе посередине «Как Германия просыпается» женщина будила спящего на медвежьей шкуре немецкого Михеля в ночном колпаке и домашних туфлях и указывает ему на войска других народов в засаде на заднем плане. На правом барельефе «Германия в образе юного Геркулеса» немецкий Михель представал победившим воином. С тыльной стороны фонтанов ещё три барельефа символизировали завершение дела Бисмарка. На левом барельефе торжествующая Германия на триумфальной колеснице возвращалась домой, а впереди неё радостную весть спешил донести юноша. На барельефе посередине в окружении аллегорий труда и искусства Германия на троне водружала себе императорскую корону. На последнем барельефе Германия спускалась с квадриги, неся народу блага мира.
В 1938 году национальный памятник Бисмарку вместе с колонной Победы, скульптурами на аллее Победы и памятниками Альбрехту фон Роону и Гельмуту Мольтке были перенесены в северную часть площади Большая Звезда, чтобы освободить место для спроектированной Альбертом Шпеером для «Столицы мира Германии» оси Север-Юг. На площади Большая Звезда планировалось создать форум Второго рейха, то есть кайзеровской Германии, учреждённой в 1871 году. При установке национального памятника Бисмарку на новом месте расстояние между второстепенными скульптурами и постаментом было сокращено приблизительно на метр, а количество ступеней цоколя сокращено с семи до трёх, что усилило диспропорции между отдельными скульптурами и ухудшило общий облик. Послевоенная реставрация памятника была произведена в 1958—1960 годах, при этом памятник лишился шести бронзовых рельефов цоколя, они считаются утраченными.

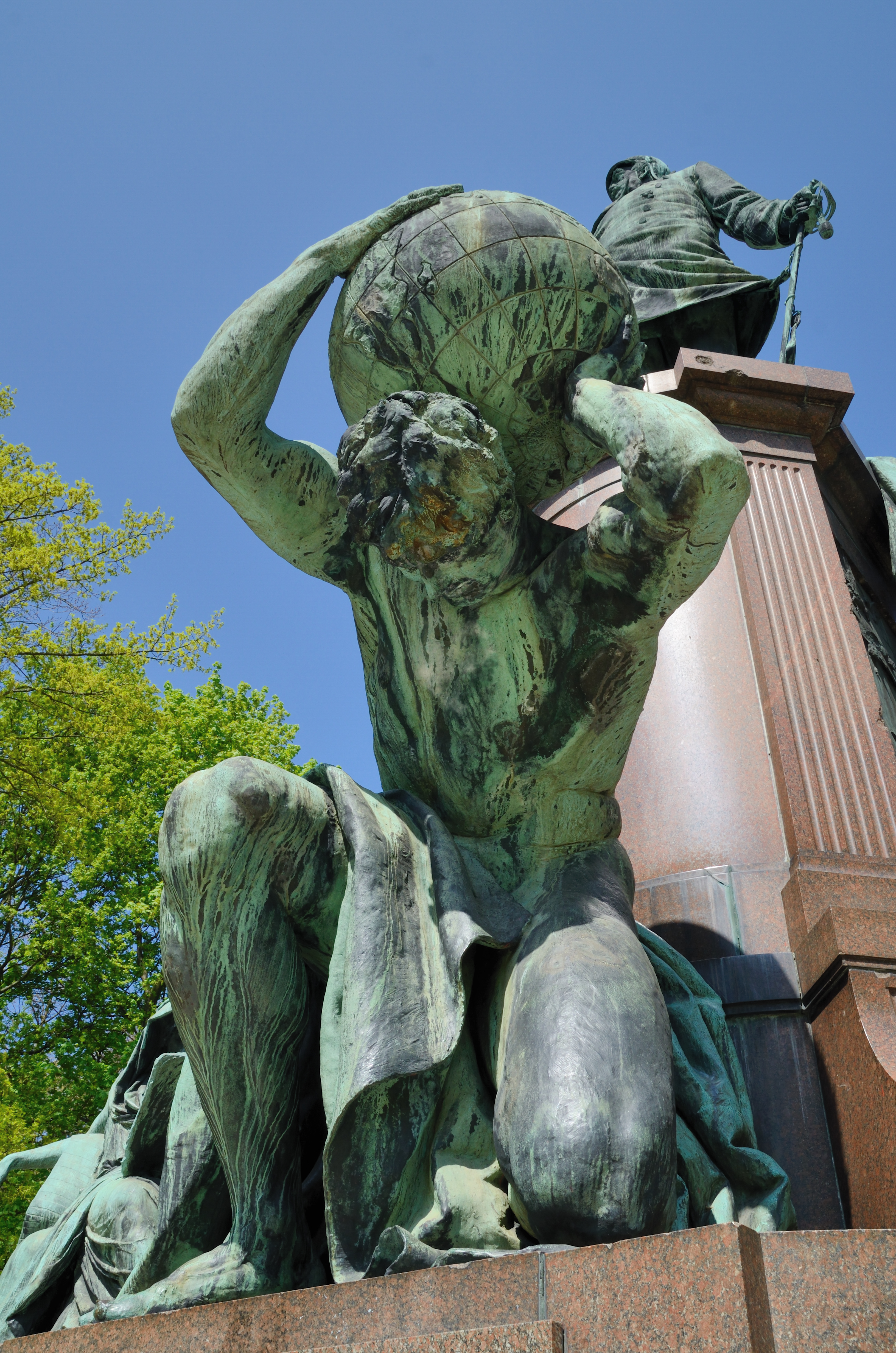
Атлант у ног Бисмарка
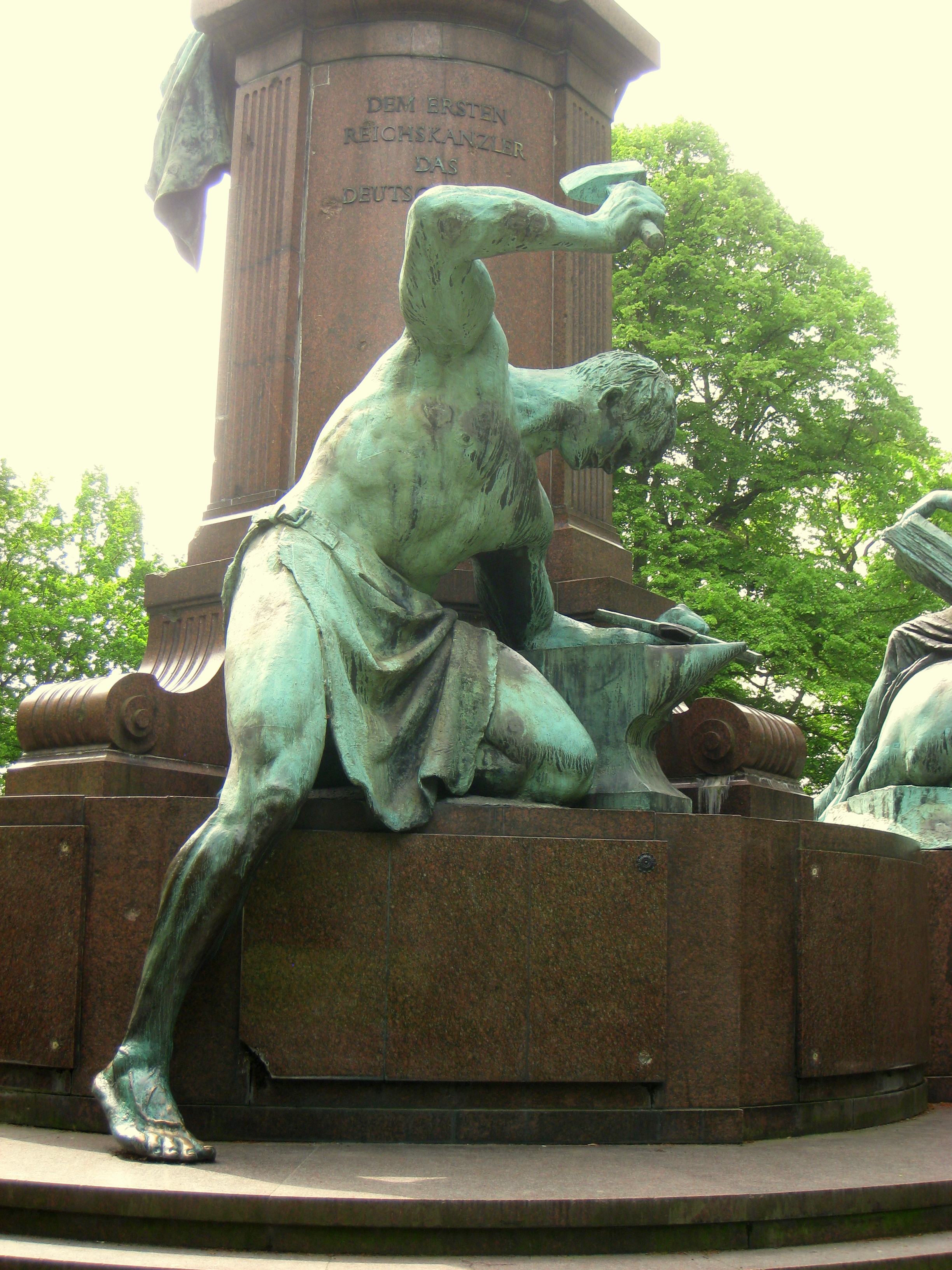
Зигфрид трудится над имперским мечом для Бисмарка
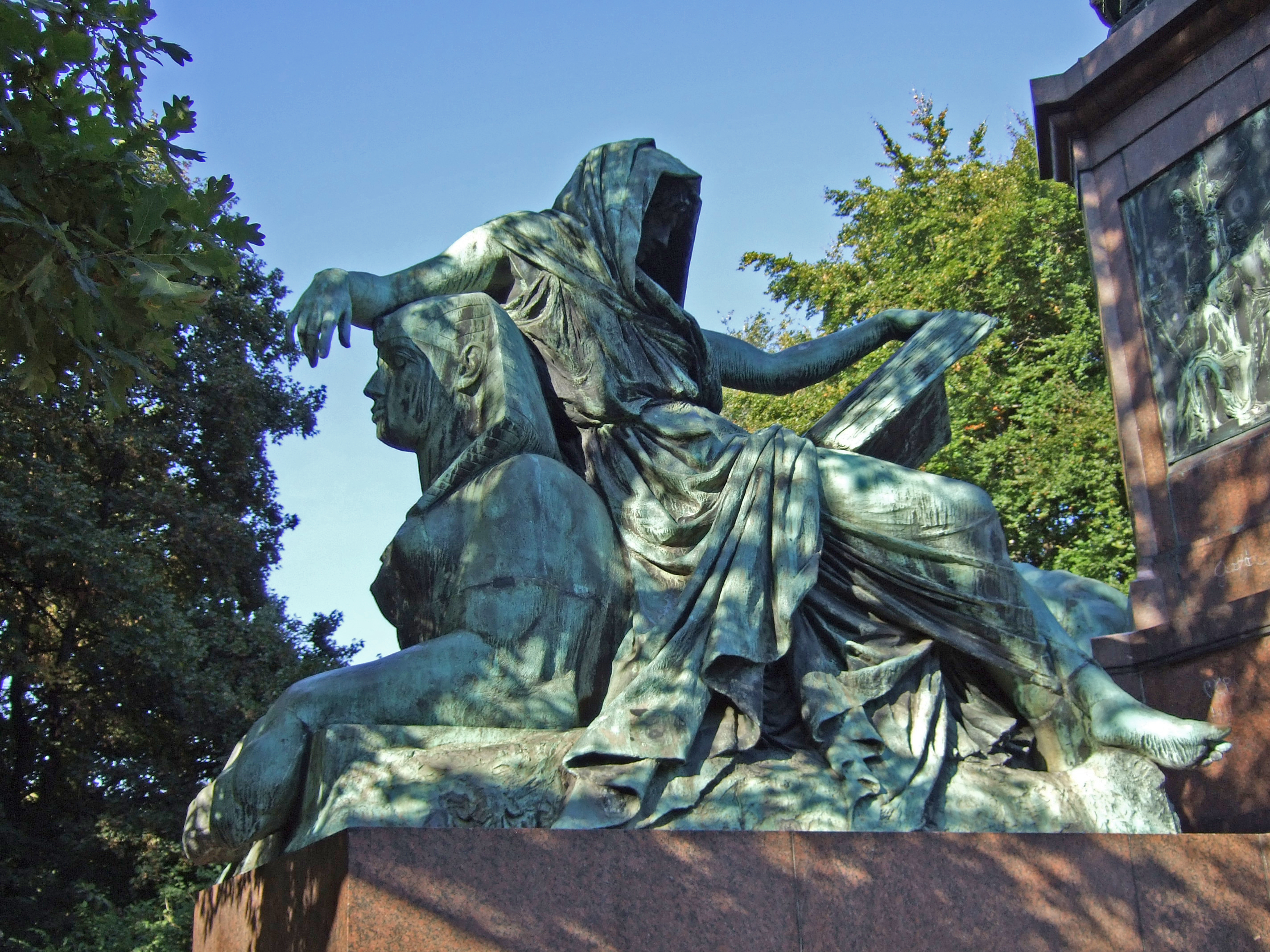
Мудрая Сивилла заглядывает в книгу истории
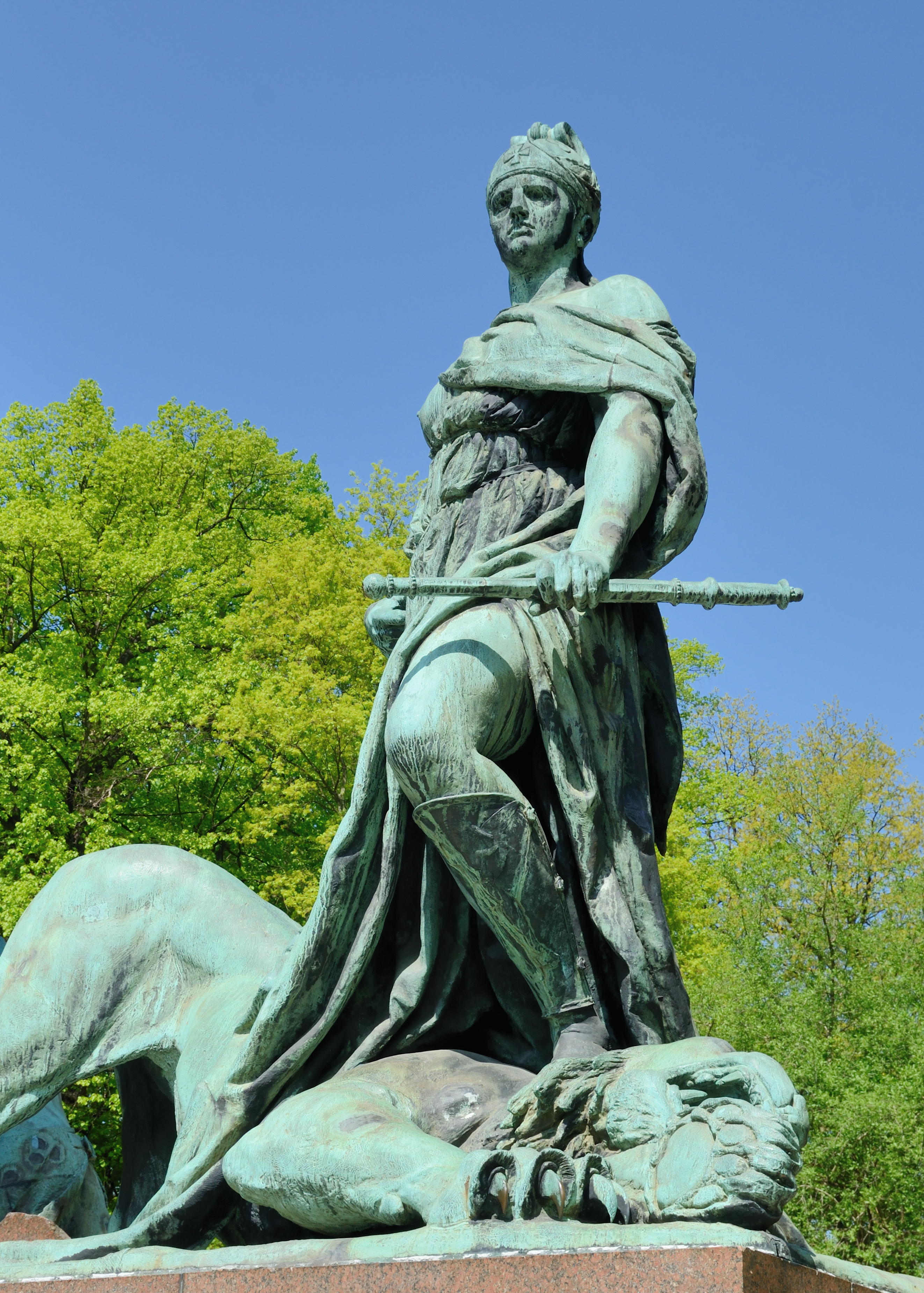
Германия побеждает раздор и смуту